# Maytenus alaternoides
Maytenus alaternoides är en benvedsväxtart som beskrevs av Reiss. Maytenus alaternoides ingår i släktet Maytenus och familjen Celastraceae. Inga underarter finns listade.